# فيكو سينيسالو
فيكو سينيسالو (Veikko Sinisalo؛ ريهيماكي، 30 سبتمبر 1926 - تامبيري، 16 ديسمبر 2003) ممثل فنلندي. أدى 24 فيلم وأعمال تلفزية بين عامي 1954 و 2002. تألق في فيلم سفن توفا ، و قد دخل مسابقة مهرجان برلين السينمائي بدورته التاسعة.

## من أفلامه
- الجندي المجهول (Tuntematon sotilas؛ 1955)
- سفن توفا (Sven Tuuva؛ 1958)

## روابط خارجية
- فيكو سينيسالو على موقع IMDb (الإنجليزية)
- فيكو سينيسالو على موقع ميوزك برينز (الإنجليزية)
- فيكو سينيسالو على موقع ديسكوغز (الإنجليزية)
- فيكو سينيسالو على موقع قاعدة بيانات الفيلم (الإنجليزية)